# Kakeru Kumagawa
Kakeru Kumagawa (熊川 翔 Kumagawa Kakeru?), född 2 april 1997 i Saitama prefektur, är en japansk fotbollsspelare.
Kumagawa började sin karriär 2017 i Iwaki FC. 2020 flyttade han till Yokohama FC. 2021 flyttade han till YSCC Yokohama.